# بابانكا (تشيركاسكا)
بابانكا (Бабанка) هي مدينة في مقاطعة تشيركاسكا في أوكرانيا.
يبلغ عدد سكانها حوالي 2,401 نسمة.